# Mont Soira
Le mont Soira (ou Sowera ou Emba Soira ou Amba Soira) est le point culminant de l'Érythrée. Situé à une centaine de kilomètres au sud-est de la capitale Asmara, il domine les hauts plateaux du centre du pays de ses 3 018 m. Du fait de son altitude, sa région immédiate bénéficie d'un climat tempéré.